# Grande Renúncia (budismo)
A Grande Renúncia ou Grande Partida é o termo tradicionalmente usadado para a partida de Gautama Buda (c. 563 – c. 483 a.C) de seu palácio em Kapilavastu para viver uma vida como um asceta (em sânscrito:  śrāmaṇa, em páli:  sāmaṇa). É chamada a Grande Renúncia porque é considerada um grande sacrifício. A maioria dos relatos deste evento pode ser encontrada em textos budistas pós-canônicos de várias tradições budistas, que são as mais completas. Estes são, no entanto, de natureza mais mitológica do que os primeiros textos. Eles existem na língua pāli, sânscrito e chinês.
De acordo com estes relatos, no nascimento do Príncipe Siddhārtha Gautama, o Buda-em-formação, Bramane os sacerdotes previram que ele se tornaria um professor do mundo ou um governante do mundo. Para evitar que seu filho se volte para a vida religiosa, o Pai do Príncipe Siddhārtha e Raja do Clã dos Śākya, Sudodana não lhe permitiu ver a morte ou o sofrimento, e distraí-lo com o luxo. Durante a sua infância, O Príncipe Sidarta uma experiência meditativa, que o fez perceber o sofrimento (em sânscrito:  duḥkha, em páli:  dukkha) inerente a toda a existência. Ele cresceu e experimentou uma juventude confortável. Mas ele continuou a ponderar sobre questões religiosas, e quando ele tinha 29 anos de idade, ele viu pela primeira vez em sua vida o que ficou conhecido no budismo como o quatro miras: um homem velho, uma pessoa doente e um cadáver, bem como um asceta que o inspirou. Pouco tempo depois, o Príncipe Siddhārtha acordou à noite e viu as suas criadas em poses pouco atraentes, o que chocou o príncipe. Movido por todas as coisas que ele tinha experimentado, o príncipe decidiu deixar o palácio trás no meio da noite, contra a vontade de seu pai, para viver a vida de um asceta errante, deixando para trás sua filha recém-nascida Rāhula e esposa Yaśodharā. Ele viajou para o rio Anomiya com o seu cocheiro Chandaka e cavalo Kaṭṭhaka e cortar-lhe o cabelo. Deixando seu servo e cavalo para trás, ele viajou para a floresta e mudou-se para túnicas de Monge. Mais tarde, ele conheceu King. Bimbisara, que tentou partilhar o seu poder real com o antigo príncipe, mas o agora ascético Gautama recusou.
A história da renúncia do príncipe Sidarta Gautama ilustra o conflito entre os deveres leigos e a vida religiosa, e mostra como mesmo as vidas mais prazerosas ainda estão cheias de sofrimento. O príncipe Sidarta foi movido por uma forte motivação religiosa (sânscrito e em páli:  saṃvega ) sobre a natureza transitória da vida, mas acreditava que havia uma alternativa divina a ser encontrada, encontrada nesta mesma vida e acessível ao buscador honesto. Além desse senso de motivação religiosa, ele era motivado por uma profunda empatia com o sofrimento humano. Relatos tradicionais dizem pouco sobre o início da vida de Buda, e detalhes históricos não podem ser conhecidos com certeza. Os historiadores argumentam que Sidarta Gautama realmente nasceu em uma família rica e aristocrática com um pai como um raja. Mas a cidade natal era uma oligarquia ou república, não um reino, e a riqueza e a vida feliz do príncipe foram embelezadas nos textos tradicionais. A base da história de vida de Sidarta Gautama foi afetada por sua associação com o rei ideal (cakravartin), inspirado pelo crescimento do Império Máuria um século depois de sua vida. A interpretação literal do confronto com as quatro visões — ver a velhice, a doença e a morte pela primeira vez na vida — geralmente não é aceita pelos historiadores, mas vista como simbólica para uma crescente e chocante realização existencial, que pode ter começado em A primeira infância de Gautama. Mais tarde, ele pode ter dado à luz intencionalmente seu filho Rāhula antes de sua renúncia, para obter permissão de seus pais mais facilmente.
A dupla predição que ocorreu pouco depois do ponto de nascimento do príncipe em duas naturezas dentro da pessoa do Príncipe Sidarta: o humano em luta que trabalhou para alcançar iluminação, e o descendente divino e cakravartin, que são ambos importantes na doutrina budista. A grande renúncia tem sido retratada muito em Arte budista. Influenciou ordenação rituais em várias comunidades budistas, e às vezes tais rituais têm afetado os relatos por sua vez. Uma versão modificada da Grande renúncia pode ser encontrada na lenda dos santos cristãos Barlaam e Josaphat, uma das lendas mais populares e difundidas no cristianismo do século XI. Embora a história descreve um rei cristão vitorioso e asceta, ela está imbuída dos temas e doutrinas budistas derivados de seu original. Nos tempos modernos, autores como Edwin Arnold (1832-1904) e Jorge Luis Borges (1899-1986) foram influenciados pela história da Grande renúncia.